# Коммунистическая партия Австралии (марксистско-ленинская)
Коммунистическая партия Австралии (марксистско-ленинская) — маоистская политическая партия в Австралии. Основана в 1964 году в результате раскола в Коммунистической партии Австралии.